# Danny Hart

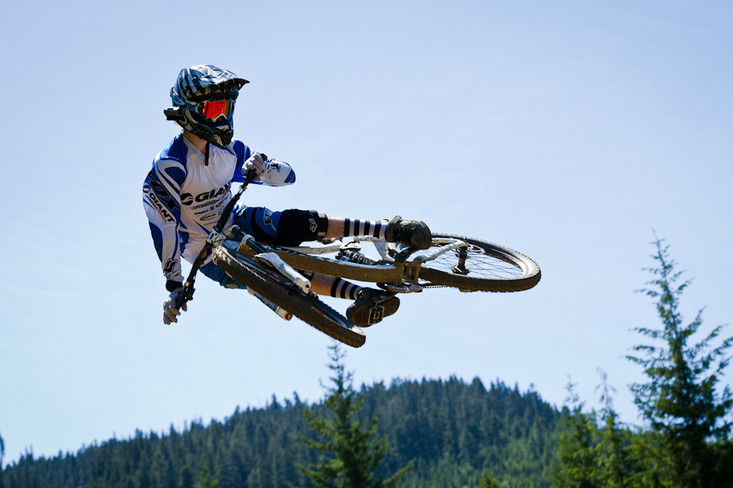
Danny Hart

Danny Hart (* 20. September 1991 in Redcar) ist ein englischer Mountainbiker. 2011 und 2016 wurde er bei den UCI Mountainbike-Weltmeisterschaften Downhill-Weltmeister.
2009 wurde Danny Hart bei der Downhill-Juniorenweltmeisterschaft Dritter. Im Jahr 2014 wurde er Sieger des ersten, von Red Bull veranstalteten, Downhill Einladungsrennen Red Bull Hardline.

## Erfolge
2009
- Weltmeisterschaften (Junioren) – Downhill

2011
- Weltmeister – Downhill

2014
- Red Bull Hardline

2015
- Britischer Meister – Downhill

2016
- Weltmeister – Downhill
- drei Weltcup-Erfolge

2018
- Weltmeisterschaften – Downhill

2019
- Britischer Meister – Downhill
- ein Weltcup-Erfolg